# Liste des personnages des Experts : Miami

L'article suivant est une liste des personnages de la série télévisée américaine Les Experts : Miami.

## Personnages principaux

### Anciens et actuels personnages
| Nom               | Interprété par      | Statut                                        | Première apparition                             | Dernière apparition                                                                                          |
| ----------------- | ------------------- | --------------------------------------------- | ----------------------------------------------- | --- |
| Horatio Caine     | David Caruso        | Vivant                                        | La mort dans tous ses états Cross Jurisdictions | |
| Calleigh Duquesne | Emily Procter       | Vivante                                       | La mort dans tous ses états Cross Jurisdictions | |
| Ryan Wolfe        | Jonathan Togo       | Vivant                                        | L'ange noir Under the Influence                 | |
| Frank Tripp       | Rex Linn            | Vivant                                        | Chaud et froid Evidence of Things Unseen        | |
| Natalia Boa Vista | Eva LaRue           | Vivante                                       | Sans fleurs ni couronne From the Grave          | |
| Walter Simmons    | Omar Benson Miller  | Vivant                                        | Le courant passe Bolt Action                    | |
| Jesse Cardoza     | Eddie Cibrian       | Décédé (tué dans l'exercice de ses fonctions) | Naissance d'un Mythe Out of Time                | L'heure tourne (2/2) Fallen (Part 2)                                                                         |
| Eric Delko        | Adam Rodriguez      | Vivant                                        | La mort dans tous ses états Cross Jurisdictions | |
| Tara Price        | Megalyn Echikunwoke | Arrêtée                                       | Têtes brûlées Won't Get Fueled Again            | Totale dissolution Dissolved                                                                                 |
| Alexx Woods       | Khandi Alexander    | Vivante (démissionnaire)                      | La mort dans tous ses états Cross Jurisdictions | Une ardoise trop lourde Rock and a Hard Place (comme régulier) Actuellement récurrent                        |
| Megan Donner      | Kim Delaney         | Vivante (retiré)                              | Plus dure sera la chute Golden Parachute        | Leçon de haine A Horrible Mind                                                                               |
| Yelina Salas      | Sofia Milos         | Vivante (détective privée)                    | Quitte ou double Simple Man                     | La guerre froide Seeing Red                                                                                  |
| Tim Speedle       | Rory Cochrane       | Décédé (tué dans l'exercice de ses fonctions) | La mort dans tous ses états Cross Jurisdictions | Disparitions Lost Son (dernière apparition) Mort à crédit Bang, Bang, Your Debt (invité lors d'un flashback) |

## Personnages récurrents
| Nom                                 | Interprété par      | Statut               | Première apparition                    | Dernière apparition           |
| ----------------------------------- | ------------------- | -------------------- | -------------------------------------- | ----------------------------- |
| Maxine Valera                       | Boti Ann Bliss      | Vivante              | Un coupable intouchable Blood Brothers |                               |
| S.O.C. Lieutenant Rick Stetler      | David Lee Smith     | Vivant Arrêté        | Un coupable intouchable Blood Brothers |                               |
| Julia Winston                       | Elizabeth Berkley   | Arrêtée hospitalisée | Passé recomposé Raising Caine          | Totale dissolution Dissolved  |
| Kyle Harmon                         | Evan Ellingson      | Vivant               | Gènes opposés Dangerous Son            |                               |
| Jake Berkeley                       | Johnny Whitworth    | Vivant               | Les infiltrés Going Under              | Avec ou sans lui Resurrection |
| Docteur Tom Loman                   | Christian Clemenson | Vivant               | Le courant passe Bolt Action           |                               |
| Kenwall Duquesne (père Calleigh D.) | John Heard          | Vivant               | Dangereuse collaboration Double cap    |                               |

### Anciens personnages récurrents
| Sam Belmontes                                 | Cristián de la Fuente  | Vivant               | Le passe-muraille Hard Time                                                     | Fraudes majeures Legal                                                    |                  |                             |                  |
| Agent Glen Cole du FBI                        | Mark Rolston           | Vivant               | L'un des nôtres One of Our Own                                                  | Le loto de la mort Death Pool 100                                         |                  |                             |                  |
| Agent Spécial Peter Elliott du Secret Service | Michael B. Silver      | Vivant               | Les convoyeurs Money for Nothing                                                | Le loto de la mort Death Pool 100                                         |                  |                             |                  |
| Susie Barnam Keaton                           | Azura Skye             | Vivante              | Chasse à l'homme Nothing to Lose                                                | Trois visages pour un crime Three-Way                                     |                  |                             |                  |
| Substitut du Procureur Rebecca Nevins         | Christina Chang        | Décédée (assassinée) | Le verdict du tueur Hell Night                                                  | Bombe à retardement Time Bomb                                             |                  |                             |                  |
| Erica Sikes                                   | Amy Laughlin           | Vivante              | Révélations 10-7                                                                | Chambre noire Darkroom                                                    |                  |                             |                  |
| Détective Adell Sevilla                       | Wanda de Jesus         | Vivante              | Le prix de la liberté Wet Foot/Dry Foot                                         | Quitte ou double Simple Man                                               |                  |                             |                  |
| Monica West                                   | Bellamy Young          | Vivante              | Fin de partie Urban Hellraisers                                                 | L'un des nôtres One of Our Own                                            |                  |                             |                  |
| Joseph Kayle                                  | Leslie Odom Jr.        | Vivant               | Tirs groupés The Best Defense                                                   | Sous les feux de la rampe Shock                                           |                  |                             |                  |
| Aaron Peters                                  | Armando Valdes-Kennedy | Vivant               | Vague criminelle Crime Wave                                                     | L'un des nôtres One of Our Own                                            |                  |                             |                  |
| Cynthia Wells                                 | Brooke Bloom           | Vivante              | Intrusion Invasion                                                              | Jamais 2 sans 3 Triple Threat                                             |                  |                             |                  |
| Tyler Jenson                                  | Brian Poth             | Vivant               | Dangereuse collaboration Double Cap                                             | Révélations 10-7                                                          |                  |                             |                  |
| Dan Cooper                                    | Brendan Fehr           | Vivant               | Sans fleurs ni couronne From the Grave                                          | Le grand nettoyage All In                                                 |                  |                             |                  |
| Officier Aaron Jessop                         | Joel West              | Décédé (assassiné)   | Experts contre experts The Oath                                                 | L'un des nôtres One of Our Own                                            |                  |                             |                  |
| Bob Keaton                                    | Max Martini            | Décédé (assassiné)   | Saison 2 des Experts : Miami#Épisode 8 : Affaire classée\| Détective John Hagen | Holt McCallany                                                            | Décédé (suicide) | Quitte ou double Simple Man | Révélations 10-7 |
| Marisol Delko                                 | Alana de la Garza      | Décédée (assassinée) | Le clou de l'histoire Nailed                                                    | Pris pour cible Rampage (scène de sa mort) L'un des nôtres One of Our Own |                  |                             |                  |
| Nick Townsend                                 | Rob Estes              | Décédé (assassiné)   | Trop beaux pour mourir If Looks Could Kill                                      | Liaison dangereuse Internal Affairs                                       |                  |                             |                  |

## Ennemis notables
| Nom          | Interprété par   | Statut | Première apparition                    | Dernière apparition          |
| ------------ | ---------------- | ------ | -------------------------------------- | ---------------------------- |
| Ron Saris    | Kim Coates       | Vivant | Embuscades Ambush                      | Totale dissolution Dissolved |
| Clavo Cruz   | Gonzalo Menendez | Décédé | Un coupable intouchable Blood Brothers | Traqué ! Man Down            |
| Antonio Riaz | Vincent Laresca  | Décédé | Pris pour cible Rampage                | Rio                          |
| Memmo Fierro | Robert LaSardo   | Vivant |                                        |                              |

## Guest stars / invités

### Saison 1
- Sam Anderson
- William Haze
- David Labiosa
- Seth Adkins
- Ismael 'East' Carlo
- Tony Perez
- Don Creech
- Tucker Gates
- Jamie Brown
- Kevin Kilner
- David Denman
- Tom Everett
- Erik King
- Bernard White
- Raja Fenske
- Al White
- Johnny Michaels
- Tanya Memme
- Philip Bolden
- William O'Leary
- Diane Mizota
- Ben Browder

### Saison 2
- Gary Sinise
- Melina Kanakaredes
- Carmine Giovinazzo
- Vanessa Ferlito
- Hill Harper
- Eddie Cahill
- Daniel McDonald
- Jeff Corwin

### Saison 3
- Joshua Leonard
- Tony Hawk
- Robert Knepper
- Jeffrey Donovan
- Zac Efron
- David Anders
- Channing Tatum

### Saison 4
- Joel West
- Alana de la Garza
- Gary Sinise
- Tyler Denk
- Tim Omundson

### Saison 5
- Rob Estes
- Sebastian Siegel

### Saison 6
- Katherine Moennig